# Łopuszanka Chomina
Łopuszanka Chomina (ukr. Лопушанка-Хомина) – wieś w rejonie samborskim (do 2020 w rejonie starosamborskim) obwodu lwowskiego Ukrainy. Leży nad rzeką Dniestr. Obecnie wieś liczy około 495 mieszkańców (2021). Podlega strzyłeckiej silskiej radzie.
W pobliżu znajduje się przystanek kolejowy Łopuszanka.

## Historia
Pierwsza pisemna wzmianka o wsi pojawiła się 16 kwietnia 1532 roku w dokumencie, na mocy którego Odrowonż sprzedał ją Hominowi za 50 florenów jako województwo prywatne lub, jak wówczas pisano dla wsi rosyjskich, księstwo.
Wieś królewska Lopuschanka Chomina położona była w 1589 roku w starostwie niegrodowym samborskim w powiecie samborskim ziemi przemyskiej województwa ruskiego.
Infrastruktura wsi w 1880 r.: kościół św. Mikołaja, poczta i kasa pożyczkowa z kapitałem 319 zł.
Od 1905 przez wieś przebiega linia kolejowa łącząca Użhorod z Samborem.
W 1921 liczyła około 596 mieszkańców. Przed II wojną światową w gminie Rozłucz w powiecie turczańskim.
Miejsce zbrodni dokonanej przez nacjonalistów ukraińskich 10 września 1943 r.
W skład infrastruktury wsi w 2014 roku wchodziły: szkoła I i II w., przychodnia zdrowia publicznego, dom ludowy i biblioteka.
W 2020 roku w wyniku reformy decentralizacyjnej wieś stała się częścią Wspólnoty Terytorialnej Striłków.
W 2023 roku wieś dołączyła do sieci szlaków historyczno-turystycznych „BojkoMandry”, która powstaje przy wsparciu Ukraińskiej Fundacji Kulturalnej i Wspólnoty Terytorialnej Striłków.

### Ludzie
W 1880 r. wieś liczyła 598 mieszkańców, w większości grekokatolików, z nielicznym wyjątkiem rzymskokatolików.
W 1893 r. w mieście żyło 586 grekokatolików, 14 rzymskokatolików i 15 Żydów.
W 1909 r. było tu 762 grekokatolików i 18 rzymskokatolików.
W 1938 r. było tu 796 grekokatolików i 5 rzymskokatolików.
W 2014 roku było 15 grekokatolików, 522 prawosławnych (Patriarchatu Kijowskiego).

## Cerkiew św. Mikołaja
Cerkiew św. Mikołaja w Łopuszance Chominie – cerkiew greckokatolicka. 1554 – pierwsza wzmianka o kościele parafialnym we wsi Łopuszanka-Homina. 18 sierpnia 1554 roku królowa Bona zarejestrowała na parafii 16 złotych monet dla księdza Łazara Iwaneca.
O księdzu i kościele wspomina się także w lustracji województwa rosyjskiego z lat 1564-1565, gdzie odnotowuje się, że „ruski pip z cerkwi płaci 1 floren kokardą”. Nie wiadomo dokładnie, gdzie stał ten pierwszy drewniany kościół, ale według inskrypcji znajdującej się na ikonie św. Mikołaja, która zachowała się w kościele na dzwonnicy, stała na górze Bagontsi.
We Lwowskim Muzeum Narodowym im Z tego najstarszego kościoła zachowała się ikona Narodzenia Chrystusa autorstwa Andrieja Szeptyckiego, której czasy powstania datowane są na lata osiemdziesiąte XVI wieku.
W rękopiśmiennej „Triodzie Kwiatowej” z połowy XVI w., która przez długi czas należała do proboszczów cerkwi w Gwizdce (przechowywanej w Lwowskiej Bibliotece Narodowej), na marginesach za 1657 r. znajdują się wzmianki o klasztorze w Gwizdce. Łopuszanka Chomynia. Klasztor ten prawdopodobnie popadł w ruinę gdzieś w czasie wojny z Jurijem Rakoczim, gdyż w późniejszych dokumentach nie ma o nim wzmianki.
1722 - wybudowano kolejną cerkiew drewnianą, na jej miejscu zbudowano obecną - na wzgórzu w środku wsi, niedaleko pensjonatu na Przełęczy Użockiej. Zachował się krótki opis kościoła, napisany przez przybysza w 1765 r.: „Kościół jest drewniany, ma trzy szczyty, a nad nawą znajdują się trzy dzwony”. Z inwentarza z 1824 r., sporządzonego w języku niemieckim, wiadomo, że był to budynek drewniany, zrębowy, trzykondygnacyjny, pokryty gontem i wzniesiony na koszt gminy. Na początku XX wieku zapewne był już w złym stanie, gdyż według ks. Oleksandr Jaworski, ówczesny proboszcz parafii Lopuszan, zezwolił na jego rozbiórkę.
Projekt drewnianego kościoła dla Łopuszki Chominy został wykonany 26 października 1908 roku przez słynnego lwowskiego architekta Wasyla Nagirnego, jednak z jakichś powodów nie został zrealizowany (przechowuje się go w kościele).
W 1909 roku na miejscu zburzonego starego kościoła wybudowano nowy, także drewniany. Rzemieślnik, który ją wzniósł, skorzystał zapewne z innego projektu tego samego architekta, wzniósł jednak konstrukcję oryginalną, zaliczaną do najlepszych drewnianych budowli sakralnych plemiennych w stylu neoukraińskim regionu Staro-samborskiego.
Ze starego kościoła zachowały się ikony św. Mikołaja i Trzech Teologów z XVIII w., Archanioła Michała ze znakami z XVII w. i Chrystusa z XVI wieku, które przechowywane są w dzwonnicy obok kościoła.
Od chwili założenia aż do 1946 r. parafia św. Mikołaja we wsi należała do dekanatu Staro Sambir, diecezji Przemysko-Samborsko-Sjanitsej UGCC. Po likwidacji Ukraińskiej Cerkwi Greckokatolickiej przez okupacyjny reżim sowiecki, w latach 1946-1959 parafia we wsi  należała do dekanatu Starysamborskiego eparchii Drogobycko-Samborskiej Rosyjskiej Cerkwi Prawosławnej.
Od 1959 roku świątynia jest zamknięta. Gmina nie pozwoliła na przekształcenie go w magazyn, nie zachowała jednak ikonostasu. W 1989 roku świątynia została otwarta. Dziś należy do Cerkwi Prawosławnej na Ukrainie.

### Kaplica Najświętszej Matki Bożej
Murowany, wybudowany w 1989 r. Przebudowany w 2002 r. (u źródła na miejscu poprzedniego).

## Infrastruktura turystyczna

### Chata Nanaszkowa
Nanashkova Khata to dom wybudowany w 1930 roku. Dom przetrwał wojny i obecnie jest odnawiany, gdyż jest to klasyczny typ domu bojckiego.
Osobliwością autentycznych domów tego regionu jest połączenie pomieszczeń mieszkalnych i komercyjnych pod jednym dachem: tuż obok salonu znajduje się korytarz, który u Boików nazywany jest stodołą, stodoła zwana boishch i stodołę, zwaną stajnią. Znajduje się tu również magazyn, szopa, kurnik.
Z sieni (korytarza) jest wyjście na poddasze, gdzie w razie potrzeby mieszkańcy domu mogliby przenocować.
Do latarni morskiej prowadzą bardzo niskie drzwi, na których wyryty jest krzyż i data budowy domu - 1930. Według mieszkańców Łopuszanka-Khomina jest to tradycyjne i zrobione w ten sposób, że gdy gość wchodzi do domu, pochyla głowę i pozdrawia właściciela słowami „Chwała” Jezusowi Chrystusowi!”.
W remizie zachował się w pełni sprawny piec. Na podłodze (suficie) w pobliżu pieca znajdowały się haczyki, na których wisiała kołyska dziecięca. Według tradycji na kuchence siedziała stara kobieta i „hutsala” dziecka. Kołyskę, która obecnie znajduje się w „Chacie Nanaszkowej”, przywieziono tu z sąsiedniej wsi Gołowiecko. Wychowało się w nim około 20 dzieci.
W przyszłości planują tu wybudować muzeum rzemiosła bojckiego i muzeum starożytności. To prywatna inicjatywa lokalnego małżeństwa, przedsiębiorców Wasyla i Halyny Kurii.
Swoją nazwę wzięła od słów „Nanaszko”/„nanaszka” – uprzejmy i pełen szacunku zwrot do starszej osoby w tej wiosce. W ten sposób zwraca się także do rodziców chrzestnych, tyle że na huculszczyźnie.

### Dom modułowy „Magia Ciszy”
Dom składa się z dwóch pełnych sypialni z podwójnymi łóżkami, w pełni wyposażonej kuchni, salonu z panoramicznymi oknami i kominkiem, łazienki, przestronnego tarasu z siatką do wypoczynku i wanną. Na terenie znajduje się parking, huśtawka i miejsce do grillowania. Istnieje możliwość zamówienia chanu – wieczór bez ograniczeń, zapewniamy szlafroki. Istnieje również możliwość zamówienia posiłków (kuchnia domowa).